# Joseph Ollivier
Pour les articles homonymes, voir Ollivier.
Joseph Ollivier, docteur en chirurgie dentaire, diplômé de l'Université catholique de Lille, né le 27 octobre 1878 à Belle-Isle-en-Terre et décédé le 13 août 1946 à Landerneau, est un bibliographe, linguiste et chercheur breton, activités littéraires qui l'amènent à être aussi éditeur. 

## Biographie

### Une vocation précoce de bibliophile celtisant
Nourri de traditions bretonnes tout jeune par sa nourrice qui lui apprenait des contes et chansons en langue bretonne, Joseph François Louis Ollivier apprit à parler breton dès son plus jeune âge et baigna très tôt dans la culture bretonne orale.
Grand bibliophile, disposant de revenus importants, il a su très tôt, sur les conseils de son cousin l'archéologue et historien breton Louis Le Guennec compléter l'importante bibliothèque que sa famille, proche du chanoine Christophe-Michel Ruffelet, réunit au manoir de La Ville-Berno à Saint-Brieuc. Par d'habiles acquisitions auprès d'érudits bretons, et gagnant par ses connaissances la faveur des principaux libraires et éditeurs de Bretagne qui lui réservaient leurs éditions rares, il devient l'ami d'Adolphe Le Goaziou, et de Plihon-Hommay, respectivement libraires-éditeurs à Morlaix et Rennes. Quittant peu la Bretagne, il ne dédaigne cependant pas se rendre à Paris pour poursuivre sa quête d'éditions rares et assouvir sa passion de mélomane averti. Il rassemble ainsi une vaste collection d'ouvrages sur le thème de la linguistique bretonne. Ces acquisitions allaient beaucoup faciliter ses recherches futures et être déterminantes pour la définition de leur périmètre scientifique. Désormais sa raison de vivre allait devenir l'étude scientifique de la linguistique bretonne sous tous ces aspects. Joseph Ollivier possédait notamment Le Finistère pittoresque de Toscer, dans son édition de 1808-1809 et un très rare exemplaire des Études archéologiques et géographiques publié par le Baron Jean-Marie Bachelot de La Pylaie en 1850, seuls quatre exemplaires étant connus. Ce qui allait permettre au Brestois le Médecin Général Charles Laurent, de participer activement de nombreuses années plus tard, à la réédition d’ouvrages rares et inédits.   
Peu avant la guerre 1914-1918, il s'installe à Landerneau où il crée un cabinet de chirurgie dentaire. Il participe à la Première Guerre mondiale en tant que chirurgien dentiste : s'intéressant à la chirurgie maxillo-faciale. Aussi est-il incorporé en août 1916 à la 18e section d'infirmiers militaires, il y fait la connaissance de Gustave Ginestet et se trouve affecté aux unités spécialisées dans les soins apportées aux Gueules cassées. À ce titre, il pratique les premières opérations de chirurgie esthétique apportées à ces grands blessés aux côtés de Ginestet.   
Entre 1922 et 1924, il participe aux publications de la revue bretonne Buhez Breiz. En 1931, il collabora au Grand dictionnaire français-breton, aux côtés de son cousin et ami d'enfance François Vallée ainsi que de René Le Roux (Meven Mordiern) et Émile Ernault. Résident à Landerneau où il avait son activité professionnelle - son cabinet dentaire se situait au 34, rue de Brest, il vécut en partie au manoir de La Ville-Berno à Saint-Brieuc, qui appartenait à sa famille.

### Erudit et mondain
Joseph Ollivier entretient pendant toute sa vie une abondante correspondance avec ses contacts bretons mais aussi internationaux tels ceux de La Gazette de Lausanne ou américains par le biais de Charles Chassé, représentant l'Université de New York auprès de la Sorbonne et de l'École du Louvre comme Secrétaire général de la "Paris School of New York University". Passionné d'antiquités celtiques et d'études bretonnes, proche des chanoines Pierre Batany et François Falc'hun, ainsi que du libraire-éditeur Adolphe Le Goaziou, Joseph Ollivier s'est notamment intéressé de près aux manuscrits du Trégorrois François-Marie Luzel. 
Au sein du milieu littéraire breton sa silhouette athypique ne correspond pas à la définition de fureteur qu'il se donne, ni à celle d'un militant de la culture bretonne. Même si Joseph Ollivier entretient une correspondance avec les principaux acteurs des cercles bretons, il reste totalement hermétique aux discussions politiques qui anime le milieu breton. Grand, très élégant, avec un physique d'une grande beauté, homme raffiné et cultivé, parlant plusieurs langues, il se maria tardivement ; avec sa jeune épouse, il continua d'habiter à Landerneau. Cependant que l'attrait inconditionnel de Joseph Ollivier pour les livres et la recherche ne se démentit pas.
Tout comme François Jaffrennou, Joseph Ollivier fait partie de ce milieu bretonnant érudit très apprécié de Sir et Lady Mond dont il était proche. Ayant connu par sa sœur Marie Ollivier, Lady Mond à Belle-Isle-en-Terre dans sa jeunesse, Joseph Ollivier fut souvent reçu dans leur Château de Coat-an-Noz à Belle-Isle-en-Terre et à la Villa Castel-Mond de Dinard.

## Hommages et postérité

### Hommage de F. Falc'hun
" Sur cet homme qui a servi les lettres bretonnes avec une abnégation à peine concevable, on peut lire des articles nécrologiques dans Ouest France (19 août 1946), Le Télégramme (20 août 1946), La Nouvelle Revue de Bretagne (janvier-février 1947).
Les amis de la langue bretonne seront reconnaissant à Daniel Bernard d'avoir dressé l'inventaire de la documentation mise à la disposition des chercheurs par ce véritable bénédictin. "

### Fonds Ollivier - Bibliothèque municipale de Rennes
Pour faire suite au legs que fit Joseph Ollivier de son vivant, à la Bibliothèque municipale de Rennes, à son décès, grâce à l'appui de sa famille et de Pierre Le Roux (linguiste), professeur de breton à l'Université de Rennes, le fonds Ollivier se constitue à la Bibliothèque Municipale de Rennes, rassemblant et conservant ses archives et recherches notamment sur la chanson bretonne, et préservant ainsi tout particulièrement les copies qu'il collecta de manuscrits de chansons bretonnes, et les précieuses fiches manuscrites de ses recherches. 
En 1957, l'inventaire du fonds Ollivier a fait l'objet d'une publication.

### Fonds Joseph Ollivier - Service historique de la Défense, Département Maritime de Brest
Parallèlement à la constitution d'un fonds Ollivier à Rennes, une partie de la documentation et de la correspondance de Joseph Ollivier qui ne concernait pas directement l'étude de la chanson bretonne se trouve réunie, à la suite du décès de Joseph Ollivier, dans ce qui deviendra le fonds Laurent de la Bibliothèque du SHDDMB - Service Historique de la Défense Département Maritime de Brest, constitué des archives personnelles et de la bibliothèques du Médecin Général Laurent Charles (1902-1988).
En effet, ce dernier, rentré en France en juillet 1945, retrouvant sa ville de Brest détruite par les bombardements et le siège d’août-septembre 1944, et nommé Chef du service de chirurgie de l’Hôpital maritime de Brest, alla habiter Landerneau où était installé l’hôpital provisoire de Bel Air, dont Laurent Charles avait aussi en charge le service de chirurgie. C'est ainsi que dans les tout derniers mois de sa vie, Joseph Ollivier est soigné par l'historien brestois. L'acquisition des archives réunies par Ollivier permet au fonds Laurent d'appréhender aujourd'hui l'importance de la correspondance du réseau de contacts que Joseph Ollivier sut développer, et de préserver la partie consacrée à la Bretagne de la vaste bibliothèque Ollivier, collection qui a toujours fait l'admiration d'Adolphe Le Goaziou.
En 2015, le fonds Laurent a fait l'objet d'un inventaire. Celui-ci prit soin de distinguer au sein du fonds Laurent les papiers personnels et la correspondance d'Ollivier réunis sous le nom de fonds Joseph Ollivier. La collection de livres rares et de linguistique bretonne appartenant à Joseph Ollivier dont Charles Laurent se rendit propriétaire lors du décès d'Ollivier, ne correspondant pas aux choix intellectuels de Laurent : les choix bibliophiles de Joseph Ollivier se distinguent aisément au sein de la bibliothèque de Charles Laurent.

### Autres hommages
- Belle-Isle-en-Terre et Landerneau, ont souhaité lui rendre hommage : une voie dénommée, Rue Joseph Ollivier, porte son nom dans chacun de ces lieux qui lui furent attachés ; A Belle-Isle-en-Terre cette voie prolonge la Rue Maï Le Manach - nom de naissance de Lady Mond.

## Œuvre

### Catalogue bibliographique de la chanson populaire bretonne

#### Imprimeurs et Éditeurs
Son catalogue débute par une présentation des imprimeurs ou éditeurs de la région. Il est publié en 1941 dans les Annales de Bretagne. On y découvre maintes figures de l’édition bretonne, notamment Guillaume Michel, l’auteur de la bonne cause et le bon parti, que Prosper Levot qualifiait de bibliographe distingué.

#### Le Catalogue d'Ollivier
En 1942, il édite le Catalogue bibliographique de la chanson populaire bretonne sur feuilles volantes, plus connu sous le nom de Catalogue d'Ollivier, lui qui aime à se qualifier de « fouilleur » et de « fureteur ».  
Bibliophile averti, bénéficiant d'un réseau d'informateurs érudits à travers toute la Bretagne, né d'une correspondance assidue avec des férus de littérature bretonne, ce travail minutieux est une collection de la plupart des feuilles volantes parues sur le territoire breton, en grande majorité d'ailleurs des complaintes relatant surtout les faits divers tragiques survenus dans la région depuis qu'il a été possible d'en recevoir l'écho. L'auteur a réussi à réunir ainsi 1154 titres, largement référencés avec, pour chacun, l'indication des éditions successives, de leur tirages, des auteurs quand ceux-ci ont pu être retrouvés, des imprimeurs, etc. et à l'occasion, de tout détail opportun, intéressant la littérature bretonne.
La collection de chansons imprimée sur feuilles volantes d'Anne-Marie Ropars, mère de son ami le barde François Jaffrennou fut une source importante du catalogue de Joseph Ollivier.

### Ma c'horn-bro
En 1943, il est l'éditeur scientifique de Ma c'horn-bro, soniou ha gwerziou, un recueil de poèmes de l'auteur trégorrois François-Marie Luzel. Dans la préface de l'ouvrage, il précise :
- que le nom An Uhel était utilisé par la population et par l'auteur lui-même,
- qu'il n'a pas suivi entièrement les choix orthographiques de l'auteur,
- qu'il a trouvé de l'aide auprès de Paul Luzel, petit-neveu de l'auteur, et de Pierre Le Roux, professeur de breton à l'Université de Rennes.

À la fin de l'ouvrage figure la bibliographie la plus complète connue des poésies bretonnes de F. Luzel.

### Autres ouvrages
- Les contes de Luzel, Hor Yezh, 1995  (ISBN 2-910699-11-0) ;
- Dictionnaires et Grammaires. Bibliographie de la langue bretonne. Buhez Breiz 1922, n° 13, 15 et 16 ;
- Bibliographie de la musique bretonne. Buhez Breiz 1923, n° 32, et 33 ;
- Note sur deux manuscrits de F.-M. Luzel, contenant des contes en langue bretonne. Mélanges bretons et celtiques offerts à M. J. Loth, Membre de l'Institut, Professeur au Collège de France. Annales de Bretagne - Volume hors série. Rennes, Plihon et Hommay - Paris, H. Champion, 1927 ;
- Bibliographie d'Anatole Le Braz, biographie de Georges Dottin, Librairie Le Gouaziou, Quimper, 1928 ;
- Bio-bibliographie de Gabriel Milin, en préface à Gwechall-Goz e oa, Le Gouaziou, Quimper, 1924 ;
- Bio-bibliographie de l'abbé Inisan, en préface à Toull al Lakez, Le Gouaziou, Quimper, 1930 ;
- Bio-bibliographie de F.-M. Luzel, en préface à Kontadennou ar Bohl e Breiz-Izel, Le Gouaziou, Quimper, 1939.

## Source bibliographique
- « Joseph Ollivier », dans Jean-Loup Avril, 500 bretons à connaître, Saint-Malo, L'Ancre de marine, 1989, p.  61  (ISBN 2-905970-17-0).